# كأس العالم تحت 17 سنة
كأس العالم تحت 17 سنة لكرة القدم (بالإنجليزية: FIFA U-17 World Cup)‏ هي بطولة عالمية ينظمها الفيفا للمنتخبات الوطنية تحت الـ 17 سنة، تأسست باسم بطولة العالم تحت 16 سنة (بالإنجليزية: FIFA U-16 World Championship)‏، تغيرت اسم البطولة لاحقًا في عام 1991 إلى بطولة العالم تحت 17 سنة، وسميت باسمها الحالي في عام 2007  وتقام كل عامين ويشارك فيها 24 منتخب. في سنة 1991 رُفِع حد العمر الأقصى من 16 إلى 17 سنة. أقيمت النسخة الأولى في الصين عام 1985 وفاز بها منتخب نيجيريا. مايميز البطولة هذة هو الحضور القوي للمنتخبات الآسيوية الأفريقية والعربية، وهي بطولة العالم لكرة القدم للاعبين الذكور الذين تقل أعمارهم عن 17 عامًا بواسطة الاتحاد الدولي لكرة القدم، البطل الحالي هو ألمانيا التي فاز بلقبه الأول في بطولة 2023 .

## التاريخ
كأس العالم تحت 17 سنة هي مسابقة مستوحاه من كأس مدينة الأسد التي أنشأها اتحاد سنغافورة لكرة القدم في عام 1977. كانت كأس مدينة الأسد أول بطولة لكرة القدم تحت سن 16 في العالم. أنشأ الفيفا بطولة العالم تحت 16 سنة، بعد توصية الأمين العام للاتحاد الدولي لكرة القدم آنذاك جوزيف بلاتر، بعد أن كان في سنغافورة للمشاركة في كأس مدينة الأسد عام 1982.
أقيمت النسخة الأولي من البطولة في عام 1985 في الصين، وأقيمت البطولة كل عامين منذ ذلك الحين. بدأت البطولة كمنافسة للاعبين الذين تقل أعمارهم عن 16 عامًا مع رفع الحد العمري إلى 17 عامًا منذ نسخة 1991 وما بعده. استضافة الهند نسخة 2017 لأول مرة، وأصبحت تلك النسخة الأكثر حضورًا في تاريخ البطولة، حيث بلغ إجمالي حضور كأس العالم تحت 17 سنة 1,347,133.
نيجيريا هي أنجح دولة في تاريخ البطولة، حيث حصدت علي خمسة ألقاب وأحتلت الوصافة ثلاثة مرات، والبرازيل هي ثاني أكثر الفرق نجاحًا برصيد أربعة ألقاب ومرتين في الوصافة. فازت غانا والمكسيك بالبطولة مرتين.
بدأت بطولة مماثلة للاعبات في عام 2008 تحت مسمي كأس العالم للسيدات تحت 17 سنة لكرة القدم، فازت كوريا الشمالية بالبطولة الافتتاحية.

## نظام البطولة
تبدأ كل دورة من مرحلة المجموعات، حيث تلعب أربعة فرق ضد بعضها البعض، ويحدد الترتيب في جدول المجموعات الفرق المتاهله، تليها مرحلة خروج المغلوب في المباريات المتتالية، حيث يتأهل الفريق الفائز من خلال المنافسة ويتم خروج الفريق الخاسر. يستمر هذا حتى يبقى فريقان يتنافسان في النهائي، الذي يقرر الفريق الفائز بالبطولة. كما يتنافس المتأهلون إلى نصف النهائي الخاسرين في مباراة لتحديد المركز الثالث.
كان هناك 16 فريقًا في البطولة من عام 1985 إلى عام 2005، مقسمة إلى أربع مجموعات من أربعة فرق في مرحلة المجموعات. لعب كل فريق مع الفرق الأخريفي مجموعته وتأهل الفائز بالمجموعة والوصيف لمرحلة خروج المغلوب. وسعت البطولة إلى 24 فريقًا من عام 2007، مقسمة إلى ست مجموعات، تتكون كل مجموعة من أربعة فرق. تصعد المراكز الأولى والثانية من كل مجموعة بالإضافة إلى أفضل أربعة فرق ذات المركز الثالث تتأهل إلى مرحلة خروج المغلوب.
تلعب مباريات من شوطين مدة كل منهما 45 دقيقة (90 دقيقة إجمالاً). حتى بطولة 2011  إذا انتهت المباراة بالتعادل في نهاية 90 دقيقة في مرحلة خروج المغلوب، يُلعب 30 دقيقة إضافية من الوقت الإضافي، تليها ركلات الترجيح إذا كانت النتيجة لا تزال متعادلة، بدءًا من بطولة 2011 إلغت الفترة الزمنية الإضافية لتجنب إرهاق اللاعب، وتذهب جميع مباريات خروج المغلوب مباشرة إلى ركلات الترجيح إذا أنتهت بالتعادل في نهاية 90 دقيقة.

## التصفيات
الدولة المضيفة لكل بطولة تتأهل تلقائيًا، تتأهل الفرق المتبقية من خلال مسابقات تنظمها الاتحادات القارية الإقليمية الستة. في النسخة الأولى من البطولة في عام 1985، ظهرت جميع المنتخبات الأوروبية بالإضافة إلى بوليفيا بدعوة من الاتحاد الدولي لكرة القدم.
| الاتحاد                     | البطولة                             |
| --------------------------- | ----------------------------------- |
| الاتحاد الآسيوي لكرة القدم  | كأس آسيا تحت 17 سنة                 |
| الاتحاد الأفريقي لكرة القدم | كأس الأمم الأفريقية تحت 17 سنة      |
| كونكاكاف                    | الكأس الذهبية تحت 17 سنة لكرة القدم |
| كونميبول                    | كوبا أمريكا تحت 17 سنة              |
| اتحاد أوقيانوسيا لكرة القدم | كأس أوقيانوسيا للأمم تحت 17 سنة     |
| الاتحاد الأوروبي لكرة القدم | بطولة أمم أوروبا تحت 17 سنة         |

## النتائج

### بطولة العالم تحت 16 سنة
| 1 | 1985 تفاصيل | الصين    | · نيجيريا          | 2–0                   | · ألمانيا الغربية | · البرازيل   | 4–1          | · غينيا   | 16 |
| 2 | 1987 تفاصيل | كندا     | · الاتحاد السوفيتي | 1–1 (ب.و.إ.) (4–2 ج.) | · نيجيريا         | · ساحل العاج | 2–1 (ب.و.إ.) | · إيطاليا | 16 |
| 3 | 1989 تفاصيل | اسكتلندا | · السعودية         | 2–2 (ب.و.إ.) (5–4 ج.) | · إسكتلندا        | · البرتغال   | 3–0          | · البحرين | 16 |

### بطولة العالم تحت 17 سنة
| 4  | 1991 تفاصيل | إيطاليا          | · غانا     | 1–0                   | · إسبانيا  | · الأرجنتين    | 1–1 (ب.و.إ.) (4–1 ج.) | · قطر              | 16 |
| 5  | 1993 تفاصيل | اليابان          | · نيجيريا  | 2–1                   | · غانا     | · تشيلي        | 1–1 (ب.و.إ.) (4–2 ج.) | · بولندا           | 16 |
| 6  | 1995 تفاصيل | الإكوادور        | · غانا     | 3–2                   | · البرازيل | · الأرجنتين    | 2–0                   | · عمان             | 16 |
| 7  | 1997 تفاصيل | مصر              | · البرازيل | 2–1                   | · غانا     | · إسبانيا      | 2–1                   | · ألمانيا          | 16 |
| 8  | 1999 تفاصيل | نيوزيلندا        | · البرازيل | 0–0 (ب.و.إ.) (8–7 ج.) | · أستراليا | · غانا         | 2–0                   | · الولايات المتحدة | 16 |
| 9  | 2001 تفاصيل | ترينيداد وتوباغو | · فرنسا    | 3–0                   | · نيجيريا  | · بوركينا فاسو | 2–0                   | · الأرجنتين        | 16 |
| 10 | 2003 تفاصيل | فنلندا           | · البرازيل | 1–0                   | · إسبانيا  | · الأرجنتين    | 1–1 (ب.و.إ.) (5–4 ج.) | · كولومبيا         | 16 |
| 11 | 2005 تفاصيل | البيرو           | · المكسيك  | 3–0                   | · البرازيل | · هولندا       | 2–1                   | · تركيا            | 16 |

### كأس العالم تحت 17 سنة
| 12 | 2007 تفاصيل | كوريا الجنوبية           | · نيجيريا  | 0–0 (ب.و.إ.) (3–0 ج.) | · إسبانيا    | · ألمانيا  | 2–1 | · غانا      | 24 |
| 13 | 2009 تفاصيل | نيجيريا                  | · سويسرا   | 1–0                   | · نيجيريا    | · إسبانيا  | 1–0 | · كولومبيا  | 24 |
| 14 | 2011 تفاصيل | المكسيك                  | · المكسيك  | 2–0                   | · الأوروغواي | · ألمانيا  | 4–3 | · البرازيل  | 24 |
| 15 | 2013 تفاصيل | الإمارات العربية المتحدة | · نيجيريا  | 3–0                   | · المكسيك    | · السويد   | 4–1 | · الأرجنتين | 24 |
| 16 | 2015 تفاصيل | تشيلي                    | · نيجيريا  | 2–0                   | · مالي       | · بلجيكا   | 3–2 | · المكسيك   | 24 |
| 17 | 2017 تفاصيل | الهند                    | · إنجلترا  | 5–2                   | · إسبانيا    | · البرازيل | 2–0 | · مالي      | 24 |
| 18 | 2019 تفاصيل | البرازيل · الملاحظة 1    | · البرازيل | 2–1                   | · المكسيك    | · فرنسا    | 4–1 | · هولندا    | 24 |
| 19 | 2023 تفاصيل | إندونيسيا                | · ألمانيا  | 2–2 (ب.و.إ.) (4–2 ج.) | · فرنسا      | · مالي     | 3–0 | · الأرجنتين | 24 |

ملاحظات:
- الملاحظة 1: تم تجريد بيرو من حق استضافة حدث 2019 في 22 فبراير 2019.  تحديث على كأس العالم تحت 17 سنة. في تاريخ 15 مارس 2019 تم اقتراح استضافة من قبل البرازيل في الفترة ما بين 2 و24 نوفمبر 2019. تم الغاء بطولة العالم تحت 17 عام من بيرو، والبرازيل سوف استضافة المسابقة هذا العام 2019.
- - «بعد وقت إضافي»
- (ع) - «فازت المباراة بركلات الترجيح»

### ترتيب المنتخبات حسب الإنجازات
| المنتخب          | الألقاب                          | الوصافة                   | المركز الثالث        | المركز الرابع        | الميداليات |
| ---------------- | -------------------------------- | ------------------------- | -------------------- | -------------------- | ---------- |
| نيجيريا          | 5 (1985، 1993، 2007، 2013، 2015) | 3 (1987، 2001، 2009)      |                      |                      | 8          |
| البرازيل         | 4 (1997، 1999، 2003، 2019)       | 2 (1995، 2005)            | 1 (1985)             | 1 (2011)             | 7          |
| غانا             | 2 (1991، 1995)                   | 2 (1993، 1997)            | 1 (1999)             | 1 (2007)             | 5          |
| المكسيك          | 2 (2005، 2011)                   | 2 (2013، 2019)            |                      | 1 (2015)             | 4          |
| ألمانيا          | 1 (2023)                         | 1 (1985)                  | 2 (2007، 2011)       | 1 (1997)             | 4          |
| فرنسا            | 1 (2001)                         | 1 (2023)                  |                      |                      | 2          |
| الاتحاد السوفيتي | 1 (1987)                         |                           |                      |                      | 1          |
| السعودية         | 1 (1989)                         |                           |                      |                      | 1          |
| سويسرا           | 1 (2009)                         |                           |                      |                      | 1          |
| إنجلترا          | 1 (2017)                         |                           |                      |                      | 1          |
| إسبانيا          |                                  | 4 (1991، 2003، 2017،2007) | 2 (1997، 2009)       |                      | 6          |
| مالي             |                                  | 1 (2015)                  | 1 (2023)             | 1 (2017)             | 2          |
| إسكتلندا         |                                  | 1 (1989)                  |                      |                      | 1          |
| أستراليا         |                                  | 1 (1999)                  |                      |                      | 1          |
| الأوروغواي       |                                  | 1 (2011)                  |                      |                      | 1          |
| الأرجنتين        |                                  |                           | 3 (1991، 1995، 2003) | 3 (2001، 2013، 2023) | 3          |
| هولندا           |                                  |                           | 1 (2005)             | 1 (2019)             | 1          |
| ساحل العاج       |                                  |                           | 1 (1987)             |                      | 1          |
| البرتغال         |                                  |                           | 1 (1989)             |                      | 1          |
| تشيلي            |                                  |                           | 1 (1993)             |                      | 1          |
| بوركينا فاسو     |                                  |                           | 1 (2001)             |                      | 1          |
| السويد           |                                  |                           | 1 (2013)             |                      | 1          |
| بلجيكا           |                                  |                           | 1 (2015)             |                      | 1          |
| كولومبيا         |                                  |                           |                      | 2 (2003, 2009)       | –          |
| غينيا            |                                  |                           |                      | 1 (1985)             | –          |
| إيطاليا          |                                  |                           |                      | 1 (1987)             | –          |
| البحرين          |                                  |                           |                      | 1 (1989)             | –          |
| قطر              |                                  |                           |                      | 1 (1991)             | –          |
| بولندا           |                                  |                           |                      | 1 (1993)             | –          |
| عمان             |                                  |                           |                      | 1 (1995)             | –          |
| الولايات المتحدة |                                  |                           |                      | 1 (1999)             | –          |
| تركيا            |                                  |                           |                      | 1 (2005)             | –          |

* = المستضيف
# = مع نتائج ألمانيا الغربية

### عروض المناطق القارية
أفريقيا: هي المنطقة القارية الأكثر نجاحًا حيث حققت 7 بطولات (5 لنيجيريا، و2 لغانا) و6 مرات في المركز الثاني. وتجدر الإشارة إلى أن نهائي 1993 خاضه فريقان أفريقيان، عندما خاض النهائي فريقان من نفس الاتحاد. كررت المنتخبات الأفريقية نهائي 1993 في عام 2015 عندما تأهلت نيجيريا ومالي إلى المبارة النهائية حصلت نيجيريا على فوزها الخامس.
فازت أوروبا بـ 5 بطولات (بطولة لكل من ألمانيا و فرنسا والاتحاد السوفياتي وسويسرا وإنجلترا)، واحتلت المركز الثاني 6 مرات. احتلت إسبانيا المركز الثاني في 4 مناسبات. بالإضافة إلى ذلك حصدت البرتغال وهولندا المركز الثالث في عامي 1989 و2005 علي التوالي.
حققت أمريكا الجنوبية 4 بطولات واحتلت المركز الثاني ثلاث مرات، بالإضافة إلى ذلك احتلت الأرجنتين المركز الثالث في 3 مناسبات، وتشيلي فعلت ذلك في مناسبة واحدة، واحتلت كولومبيا المركز الرابع مرتين، لكن لم يظهر أي من الأخيرين في النهائي.
حققت منطقة كونكاكاف انتصارين في البطولة لصالح منتخب المكسيك في عامي 2005 و2011، ووصل هذا الاتحاد إلى النهائي أربع مرات مع منتخب المكسيك.
فازت آسيا ببطولة واحدة لصالح منتخب السعودية في عام 1989)، وهي المرة الوحيدة التي وصل فيها فريق من هذا الاتحاد إلى النهائي والمرة الوحيدة التي فاز فيها فريق آسيوي ببطولة لاتحاد الدولي لكرة القدم في فئة الذكور. (حصدت  أستراليا علي المركز الثاني في عام 1999 ولكنها كانت في ذلك الوقت في اتحاد أوقيانوسيا لكرة القدم).
لم تحقق أوقيانوسيا أي فوز بالبطولة ولكن أحتلت الوصافة في مناسبة واحدة  (أستراليا في 1999). ومنذ ذلك الوقت انتقلت أستراليا إلى الاتحاد الآسيوي.
هذة البطولة فريدة من نوعها حيث ذهبت غالبية الألقاب إلى فرق من خارج الاتحادات القارية الإقليمية القوية  (الكونميبول والاتحاد الأوروبي لكرة القدم). ومن بين النسخ الخمسة عشر التي أقيمت حتى الآن فازت فرق من أمريكا الشمالية والوسطى وأفريقيا وآسيا بتسع (60٪ من الإجمالي).
| الاتحاد                     | الأداء                                                           | الأداء                                         | الأداء | الأداء                                                              |
| الاتحاد                     | البطل                                                            | الوصيف                                         | الثالث | الرابع                                                              |
| --------------------------- | ---------------------------------------------------------------- | ---------------------------------------------- | --- | ------------------------------------------------------------------- |
| الاتحاد الأفريقي لكرة القدم | 7 مرات: (5) نيجيريا، (2) غانا                                    | 6 مرات: (3) نيجيريا، (2) غانا، (1) مالي        | 3 مرات: (1) غانا، (1) ساحل العاج، (1) بوركينا فاسو                                                        | 3 مرات: (1) غانا، (1) غينيا                                         |
| الاتحاد الأوروبي لكرة القدم | 4 مرات: (1) فرنسا، (1) الاتحاد السوفيتي، (1) سويسرا، (1) إنجلترا | 6 مرات: (4) إسبانيا، (1) ألمانيا، (1) اسكتلندا | 9 مرات: (2) ألمانيا، (2) إسبانيا، (1) بلجيكا، (1) فرنسا، (1) هولندا، (1) هولندا، (1) البرتغال، (1) السويد | 5 مرات: (1) ألمانيا، (1) إيطاليا، (1) هولندا، (1) بولندا، (1) تركيا |
| كونميبول                    | 4 مرات: (4) البرازيل                                             | 3 مرات: (4) البرازيل، (1) الأوروغواي           | 6 مرات: (3) الأرجنتين، (2) البرازيل، (1) تشيلي                                                            | 5 مرات: (1) البرازيل، (2) الأرجنتين، (2) كولومبيا                   |
| كونكاكاف                    | مرتين: (2) المكسيك                                               | مرتين: (2) المكسيك                             | صفر | مرتين: (1) المكسيك، (1) الولايات المتحدة                            |
| الاتحاد الآسيوي لكرة القدم  | مرة: (1) السعودية                                                | صفر                                            | صفر | 3 مرات: البحرين، (1) قطر، (1) عمان                                  |
| اتحاد أوقيانوسيا لكرة القدم | صفر                                                              | مرة: (1) أستراليا                              | صفر | صفر                                                                 |

## الجوائز
يتم الآن تقديم الجوائز التالية:
- يُمنح الحذاء الذهبي  لهدّاف البطولة.
- تُمنح الكرة الذهبية لأفضل لاعب في البطولة.
- يُمنح القفاز الذهبي لأهم حارس مرمى في البطولة.
- تُمنح جائزة اللعب النظيف للفريق صاحب أفضل سجل تأديبي في البطولة.

| الدورة               | الكرة الذهبية            | الحذاء الذهبي           | الأهداف | القفاز الذهبي  | اللعب النظيف     |
| -------------------- | ------------------------ | ----------------------- | ------- | -------------- | ---------------- |
| الصين 1985           | ويليام سيزار دي أوليفيرا | مارسيل فيتزيك           | 8       | لا يوجد جائزة  | ألمانيا الغربية  |
| كندا 1987            | فيليب اوسوندو            | موسا تراور              | 5       | لا يوجد جائزة  | الاتحاد السوفيتي |
| اسكتلندا 1989        | جيم ويل                  | فودي كامارا             | 3       | لا يوجد جائزة  | البحرين          |
| إيطاليا 1991         | نيي لامبتي               | أدريانو جيرلين دا سيلفا | 4       | لا يوجد جائزة  | الأرجنتين        |
| اليابان 1993         | دانيل ادو                | ويلسون أوروما           | 6       | لا يوجد جائزة  | نيجيريا          |
| الإكودوار 1995       | محمد عامر الكثيري        | دانييل ألسوب            | 5       | لا يوجد جائزة  | البرازيل         |
| مصر 1997             | سيرخيو سانتامريا         | ديفيد رودريغيز فرايل    | 7       | لا يوجد جائزة  | الأرجنتين        |
| نيوزيلندا 1999       | لاندون دونوفان           | إسماعيل أدو             | 7       | لا يوجد جائزة  | المكسيك          |
| ترينيدا وتوباغو 2001 | فلورينت سيناما بونغول    | فلورينت سيناما بونغول   | 9       | لا يوجد جائزة  | نيجيريا          |
| فنلندا 2003          | سيسك فابريغاس            | سيسك فابريغاس           | 5       | لا يوجد جائزة  | كوستاريكا        |
| بيرو 2005            | أندرسون أوليفيرا         | كارلوس فيلا             | 5       | لا يوجد جائزة  | كوريا الشمالية   |
| كوريا الجنوبية 2007  | توني كروس                | ماكولاي كريستانوس       | 7       | لا يوجد جائزة  | كوستاريكا        |
| نيجيريا 2009         | ساني أمانويل             | بورخا غونزاليز          | 5       | بنجامين سيغرست | نيجيريا          |
| المكسيك 2011         | خوليو غوميز غونزاليس     | سليمان كوليبالي         | 9       | ماثياس كوبيرو  | اليابان          |
| الإمارات 2013        | كيليتشي إيهيناتشو        | فالمير بريشا            | 7       | ديلي ألامباسو  | نيجيريا          |
| تشيلي 2015           | كيليكي نواكالي           | فيكتور أوسيمين          | 10      | صموئيل ديارا   | الإكوادور        |
| الهند 2017           | فيل فودين                | ريان بريوستر            | 8       | جابريل برازاو  | البرازيل         |
| البرازيل 2019        | غابرييل فيرون            | سونتجي هانسين           | 6       | ماتيوس دونيلي  | الإكوادور        |
| إندونيسيا 2023       |                          |                         |         |                |                  |